# Policarpo Toro
Policarpo Toro Hurtado (né à Melipilla au Chili le 6 février 1856 et mort le 23 septembre 1921 à Santiago) est un officier de marine chilien.
Il s'enrôle dans la marine chilienne en 1871 et visite l'île de Pâques en 1875. De 1877 à 1879, il rejoint la marine anglaise comme sous-lieutenant. En 1879, alors que la guerre du Pacifique débute, il demande à retourner au Chili et participe à plusieurs actions. En 1883, il revient sur l'île de Pâques une seconde fois et expose dans un document les intérêts économiques pour le Chili d'acquérir l'île.
Avec l'approbation du gouvernement, il se rend sur l'île en 1887. Après un an de négociations avec les insulaires et le roi Atamu Tekena, le 9 septembre 1888, il prend possession de l'île au nom du Chili par la signature d'un traité d'annexion. En 1891, il refuse de participer aux actions navales contre le gouvernement de José Manuel Balmaceda lors de la guerre civile chilienne de 1891 et est séparé de la marine. En 1893, lors de l'amnistie générale décrétée par le nouveau gouvernement, il est mis à la retraite. Il meurt à Santiago en 1921.

## Biographie

### Jeunesse et formation
Policarpo Toro nait le 6 février 1856 dans la ville de Melipilla, au Chili. Il est le fils de propriétaires agricoles, Petro Pablo Toro et Teresa Hurtado. Sa passion pour la marine l'amène à rejoindre l'École navale d'État, aujourd'hui connue sous le nom d'École navale Arturo Prat, le 17 février 1871, où il commence sa carrière navale en tant qu'élève-officier sur le ponton du Valdivia et le 22 avril de la même année, il est transféré sur la corvette Esmeralda où il passe l'ensemble de ses années d'aspirant.

### Carrière navale

#### Premières missions
Le 3 mars 1873, en tant qu'aspirant examiné, il embarque sur la corvette Abtao qui se rend en mission au détroit de Magellan afin de participer à l'étude du plan de la ville de Punta Arenas. Avec l'équipage de la corvette, il aide à attribuer les sites et les femmes aux colons. Le navire explore la rivière Santa Cruz pour déterminer sa barre. La Patagonie est alors sous contrôle chilien.
En mai 1875, il participe au levé hydrographique de la côte d'Aconcagua et se rend pour la première fois sur l'Île de Pâques à bord de la corvette O'Higgins. Toro est profondément affecté par les terribles conditions de vie des insulaires, qui souffrent des mauvais traitements infligés par d'autres expéditions à la recherche d'esclaves et de richesses. De retour sur le continent, Toro sollicite le soutien de personnalités éminentes pour annexer le territoire insulaire au Chili. 
En octobre 1876, il est transféré sur le blindé Almirante Cochrane et voyage en Angleterre, où il participe à diverses activités de la Royal Navy britannique. Il effectue plusieurs missions aux côtés de l'amiral Lord John Hay le long des côtes de l'Angleterre et de l'Irlande. L'escadre part ensuite renforcer la flotte en mer Méditerranée et fait escale à Vigo, Gibraltar et Malte. Policarpo Toro ne revient en Angleterre qu'en juin 1878. Mais lorsque la Guerre du Pacifique éclate, il demande à rejoindre le Chili.

#### Guerre du Pacifique
Il embarque à bord de l'Abtao et échappe de peu à une grenade provenant d'un navire hostile. Il embarque ensuite sur le Cochrane et participe activement à la bataille d'Angamos le 8 octobre 1879. Le 2 novembre 1879 il participe au débarquement à Pisagua. Ses actions sur la plage lui valent une recommandation particulière du chef d'état-major.
Plus tard, le Cochrane participe au blocus d'Arica tandis que Policarpo est nommé commandant en second de la goélette Virjen de Covadonga. Sur ce navire, il participe au blocus de Mollendo et au débarquement d'Ilo. Il retourne sur le Cochrane en avril 1880 pour continuer le blocus et soutient les troupes chiliennes avec des tirs d'artillerie navale. Après cette bataille, il est promu 1er lieutenant et deuxième commandant du Magallanes. 
Il retourne au sein du Chacabuco en tant qu'assistant du chef de la division de blocus et participe à un important combat de torpilleur le 6 décembre 1880. Il assiste et soutient les batailles de Chorillos et de Miraflores le 13 et 15 janvier 1881.

#### Intérêt pour l'Île de Pâques
Toro est nommé professeur à l'École navale en 1883, promu lieutenant-commandant en 1886 et est nommé gouverneur maritime de la Constitution et sous-délégué maritime du colonel dans la marine chilienne. Cette même année, il est nommé instructeur aspirant à bord de la corvette Abtao et effectue un voyage d'instruction au Costa Rica passant par les Îles Galápagos et l'Île de Pâques.
Durant son séjour sur l'île, il réalise une étude hydrographique et rédige un rapport basé sur les intérêts économiques que représente l'acquisition de l'Île de Pâques pour le Chili, une fois que le canal de Panama serait ouvert. La Marine le soutient et présente son projet au président José Manuel Balmaceda afin de le convaincre de l'utilité de prendre possession de l'île.
Après avoir reçu l'approbation et l'autorisation du président Balmaceda, Toro entame des négociations avec les Français, Tahiti et les habitants de l'île de Pâques pour s'assurer qu'aucune autre nation ne revendique l'île. En 1888, Toro prend officiellement possession de l'île au nom de l'État du Chili, aboutissant à une négociation avec l'ariki Atamu Tekena en signant un acte de cession en espagnol et un autre en rapanui mêlé de tahitien.
En mai 1888, il est nommé commandant du navire de transport Angamos et chargé par le ministre de la Colonisation de Tahiti d'annuler les actes d'achat de l'Île de Pâques. Policarpo propose de louer les droits pour dix ans à sa propre charge et prend officiellement possession de l'île le 9 septembre 1888.

### Déchéance et mort
En 1890, il est nommé commandant de l'Esmeralda, mais lorsque la Guerre civile chilienne de 1891 éclate, il refuse de rejoindre l'escadron car il reste fidèle au président Balmaceda. En conséquence, il est déchu de ses fonctions au terme du conflit. Le 29 mai 1893 il obtient une retraite absolue et la reconnaissance de ses droits après avoir reçu l'amnistie du président Jorge Montt. Cette situation provoque une situation financière complexe pour Policarpo qui doit toujours payer les baux de l'Île sans en tirer profit.
Policarpo Toro meurt en 1921, à l'âge de 65 ans, à Santiago. On se souvient de lui comme de l'homme qui a intégré l'Île de Pâques à l'État du Chili, une réalisation importante qui contribue à préserver le patrimoine culturel et naturel de l'île.

## Acquisition de l'Île de Pâques

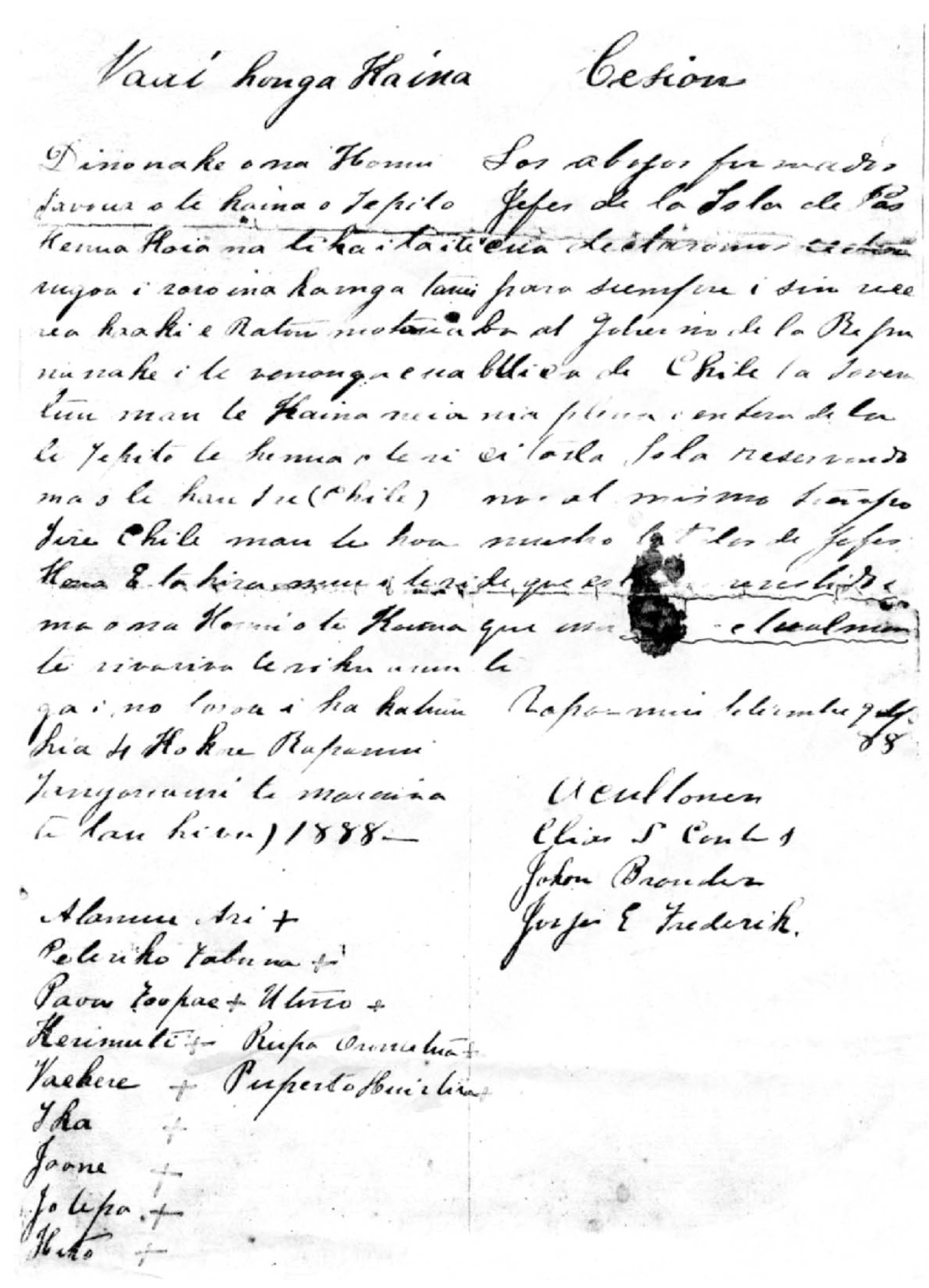
Le traité d'annexion Rapa Nui-Chili de 1888 avec traduction tahitienne et rapa Nui à gauche et traduction espagnole à droite

### Contexte
Dans les années 1860 et 1870, Jean-Baptiste Dutrou-Bornier s'installe sur l'Île de Pâques et tente de convaincre la France d'en faire un protectorat dans lequel il serait le chef. Son projet n'obtiendra pas de réponse favorable et il est assassiné en 1877. La mission tahitienne remet en place l'organisation politique traditionnelle Rapa Nui en plaçant un Ariki comme chef et roi de l'île. Atamu Tekena gouverne sur une population de seulement 110 habitants, décimée par les raids esclavagistes péruviens et les maladies européennes,,. Le contexte est donc favorable à ce qu'un nouvel acteur propose ses services de protectorat afin de soutenir les habitants de l'île.
Dans son rapport sur l'île, Policarpo Toro considère qu'elle représente un double avantage pour le Chili : une station idéale pour la marine qui pourrait en faire une zone de formation en haute mer ; éviter qu'une autre puissance étrangère en prenne possession et menace les eaux chiliennes. Il mentionne également les 18.000 hectares couverts d'herbe qui sont propices à la création d'un élevage de bétail ainsi que les voies commerciales subiront après l'ouverture du canal de Panama.
Cependant, l'île est encore propriété de l'entreprise Brander et de la Mission catholique de Tahiti. Les négociations se feront donc en priorité avec eux qui ne tardent pas à confirmer le manque d'intérêt de la France pour l'annexe de l'île. Enfin, la discussion s'effectue avec les insulaires et Policarpo annonce par courrier qu'en date du 9 septembre 1888, un document d'annexion est rédigé et que « les indigènes ont salué le drapeau de la République ». Il s'agit d'un cas unique d'annexion dans le cas de l'histoire républicaine chilienne.

### Versions divergentes
La version officielle veut que les chefs de l'île cèdent la souveraineté de l'île sans réserve au travers d'un traité d'annexion. Cependant la version des Rapanui diverge puisque l'incorporation de l'île au territoire chilien est perçu comme un accord d'amitié, une alliance voire au mieux un protectorat. La mémoire culturelle fait état de différents malentendus qui suivent la conclusion du traité et le fait que ce traité soit violé à de nombreuses reprises par le Chili.
En effet, la traduction du document suscite des controverses puisque la version en langue rapanui-tahitienne ne correspond pas au texte espagnol. Dans la version espagnole, il est question d'une annexion sans condition alors que dans la traduction rapanui il est clairement dit que « le pouvoir sur le territoire est dans les mains du conseil des Chefs (na Honui o mana i te kaina) ». Il ne se présente de plus qu'en émissaire du gouvernement et que le document n'a de validité qu'après ratification par le gouvernement chilien, ce qui n'a jamais eu lieu.

### Conséquences
En 2002, la redécouverte du traité de 1888 dans sa version bilingue offre de nouveaux arguments au Conseil local des chef afin de remettre en question la cession de la souveraineté au Chili. Une nouvelle interprétation historique mène à la création du groupe politique Parlement Rapa Nui dont l'objectif est d'ériger un projet souverain en lien au monde polynésien. Plusieurs actions de conciliation ont lieu de la part du gouvernement chilien.